# Fundação Wolf

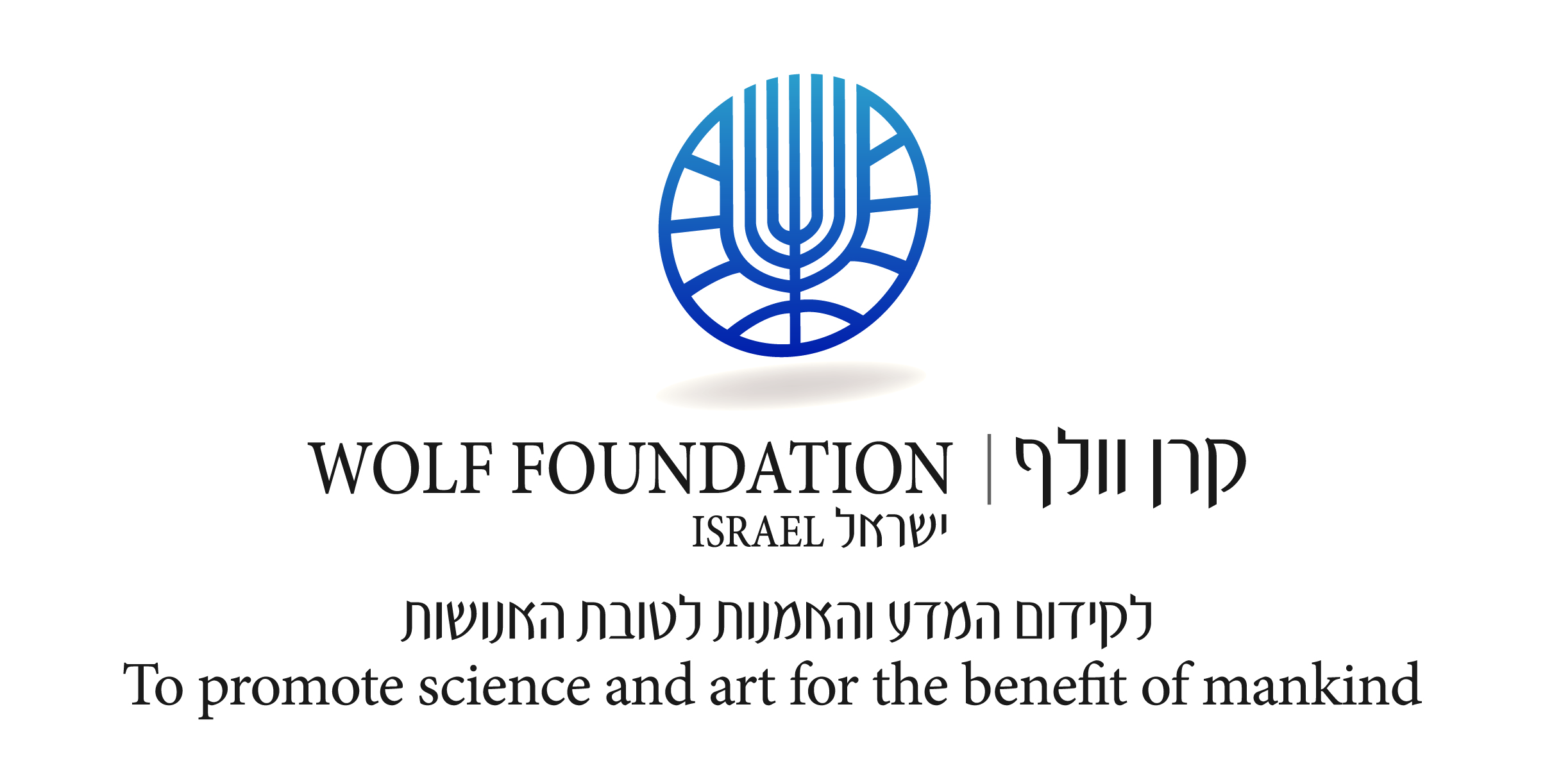

A Fundação Wolf (The Wolf Foundation) foi estabelecida em 1975 por Ricardo Wolf, um inventor nascido alemão e ex-embaixador cubano em Israel.

## Sobre a Fundação Wolf
A Fundação iniciou suas atividades em 1976, com um fundo de dotação inicial de dez milhões de dólares doados pela família Wolf. Os maiores doadores foram Ricardo Wolf e sua esposa Francisca. O rendimento atual dos investimentos é usado para prêmios, bolsas estudantis e as despesas operacionais da Fundação.
Ela tem o status de uma organização privada sem fins lucrativos em Israel, sendo isenta de taxas. Os objetivos e detalhes da administração e procedimentos dos prêmios da Fundação são estabelecidos no "Wolf Foundation Law-1975" (Estatutos da Fundação Wolf-1975). O Controlador do Estado de Israel supervisiona todas as atividades da Fundação. Em acordo com os estatutos mencionados acima, o Ministro da Educação e Cultura atua como Presidente do Conselho. 
Os Curadores da Fundação, do Conselho e Membros do Comitê, Júris dos Prêmios e Auditor Interno exercem suas funções como uma atividade voluntária.

## Os objetivos da Fundação Wolf
Os objetivos da Fundação Wolf são:
1. Para atribuir prêmios para o apoio de cientistas e artistas por realizações no interesse da humanidade e de relações amistosas entre os povos. O prêmio é concedido independentemente da nacionalidade, raça, cor, religião, sexo ou visões políticas.
2. Para a distribuição de bolsas a estudantes de graduação e pós-graduação, e bolsas para os cientistas envolvidos em pesquisas em instituições de ensino superior em Israel.

## O Prêmio Wolf
O Prêmio Wolf é distribuído pela Fundação Wolf anualmente desde 1978 em seis campos: Agricultura, Química, Matemática, Medicina, Física, e em Artes, prêmio que gira anualmente entre Arquitetura, Música, Pintura e Escultura. Em alguns campos, tais como em Física, o prêmio é frequentemente considerado o mais prestigioso após o Prêmio Nobel.